# Meprobamat
Meprobamat – organiczny związek chemiczny z grupy karbaminianów alkanodioli, zsyntetyzowany w maju 1950 roku przez Bernarda Jana Ludwika i Franka Bergera. Wprowadzony do lecznictwa w maju 1955 roku, jako jeden z pierwszych leków przeciwlękowych. Pierwszym, najbardziej znanym preparatem handlowym był Miltown. Meprobamat po podaniu doustnym wykazuje działanie uspokajające i przeciwlękowe (dawki jednorazowe 0,2–0,4 g) oraz nasenne (dawki jednorazowe 0,4–0,8 g). Do czasu wprowadzenia benzodiazepin, które go stopniowo wyparły, był głównym przedstawicielem leków przeciwlękowych, szeroko stosowanym w lecznictwie psychiatrycznym. W porównaniu z benzodiazepinami meprobamat działa silniej nasennie, słabiej uspokajająco i przeciwlękowo. Wykazuje dużą toksyczność (niebezpieczeństwo niedokrwistości aplastycznej, agranulocytozy). Kumulując się w ustroju może prowadzić do zatruć. Powoduje częste i uciążliwe objawy uboczne, m.in. „zespół behawioralnej intoksykacji”. Obecnie lek ma znaczenie marginalne, na świecie stosowany rzadko, z tendencją wyraźnie spadkową.
W Polsce nie jest obecnie zarejestrowany żaden preparat leczniczy zawierający substancję czynną meprobamat. Dawniej były dostępne preparaty: Meprobamat i połączenie meprobamatu z bromkiem oksyfenoniowym: Spasmobamat Preparaty te były wytwarzane przez ówczesne Starogardzkie Zakłady Farmaeutyczne Polfa (obecnie ZF Polpharma S.A.) oraz ówczesne Łowickie Zakłady Farmaceutyczne Polfa (obecnie Nycomed Pharma Sp. z.o.o.).